# Strongylophthalmyia
Strongylophthalmyia – rodzaj muchówek z podrzędu krótkoczułkich i rodzina Strongylophthalmyiidae. 

## Morfologia
Muchówki te osiągają od 2 do 7,5 mm długości ciała i od 2 do 6,9 mm długości skrzydła. Głowę mają kulistą lub wydłużoną, najwyżej nieco szerszą od tułowia. Wzgórki oczne na szerokim czole umieszczone są pośrodku, u prawie wszystkich gatunków przed poziomem tylnej krawędzi oka. Policzki są wąskie. Przy zapoliczkach krawędzie oczu złożonych są wypukłe. Wąska twarz jest pośrodku niezesklerotyzowana. Na chetotaksję głowy składają się m.in. para szczecinek przyoczkowych (co najmniej dwukrotnie dłuższych niż wzgórki oczne), 2 pary ciemieniowych i para zaciemieniowych, natomiast brak jest wibrys.
Tułów jest dwukrotnie dłuższy niż szeroki, silnie ku szyi zwężony, o małej, półkulistej tarczce i silnych, czarnych szczecinkach. Na jego chetotaksję składają się: 1 para szczecinek anepisternalnych, 1–2 pary szczecinek notopleuralnych, 1–7 par śródplecowych oraz po 1 parze nadskrzydłowych, zaskrzydłowych i tarczkowych. Nie występują typowe szczecinki środkowe grzbietu, ale w ich miejscu mogą znajdować się drobne szczecineczki. Odnóża są cienkie i długie. Użyłkowanie skrzydła cechuje równoległy lub najwyżej nieco rozbieżny przebieg żyłki M1+2 i końcowego odcinka żyłki R4+5.
Odwłok jest smukły, z wierzchu przypłaszczony, brązowy do czarnego. U samicy segmenty odwłoka od szóstego do dziesiątego są zwężone i wydłużone, tworząc pokładełko. Siódmy segment samicy ma zlane ze sobą tergit i sternit. Ponadto samicę cechują długie i przekroju poprzecznym zakrzywione przysadki odwłokowe oraz pojedyncza, dobrze rozwinięta spermateka. U samca ósmy sternit odwłoka pozbawiony jest omszenia. Na epandrium i całkowicie z nim zespolonym surstylusie występują tylko mocne szczecinki; brak jest szczecinek drobnych, a tekstura powierzchni tych narządów przypomina żwirek. Postgonit samca jest miękki, kształtu paskowatego, wyposażony w drobne szczecinki wierzchołkowe i u nasady zlany z wewnętrzną powierzchnią hypandrium. Na nadprącie składają się dwa skleryty połączone stawowo z nasadą fallusa i tylną krawędzią hypandrium.

## Biologia i występowanie
Muchówki te przechodzą rozwój pod korą butwiejących kłód różnych drzew liściastych. W Palearktyce są to m.in. drzewa z rodzajów brzoza, topola i wiąz. Larwy spotyka się w wewnętrznych, a puparia w bardziej zewnętrznych warstwa kory. Jaja są około czterokrotnie dłuższe niż szerokie, z drobnymi mikropylami i drobno guzkowaną powierzchnią. Owadów dorosłe spotyka się na liściach, pniakach świeżo ściętych drzew i kłodach. Jeden z nowogwinejskich gatunków swoim zachowaniem udaje mrówki. Samice niektórych gatunków wykorzystują do składania jaj otwory wylotowe chrząszczy sparoksylicznych.
Przedstawiciele rodziny zamieszkują Palearktykę, Nearktykę, krainę orientalną i australijską. Najliczniej są reprezentowane w Azji Wschodniej. W Czechach oraz w Polsce stwierdzono po dwa gatunki (zobacz: Strongylophthalmyiidae Polski).

## Systematyka
Całkowitą liczbę gatunków tych muchówek szacuje się na 150. Dotychczas opisano około 80 następujących:
- Strongylophthalmyia albisternum Evenhuis, 2016
- Strongylophthalmyia angusticollis Frey, 1956
- Strongylophthalmyia angustipennis Melander, 1920
- Strongylophthalmyia annulipes Galinskaya et Shatalkin, 2016
- Strongylophthalmyia basisterna Galinskaya et Shatalkin, 2016
- Strongylophthalmyia bifasciata Yang & Wang, 1992
- Strongylophthalmyia borneensis Evenhuis, 2016
- Strongylophthalmyia brunneipennis (Meijere, 1914)
- Strongylophthalmyia caestus Evenhuis, 2016
- Strongylophthalmyia caliginosa Iwasa, 1992
- Strongylophthalmyia coarctata Hendel, 1913
- Strongylophthalmyia crinita Hennig, 1940
- Strongylophthalmyia curvinervis Frey, 1956
- Strongylophthalmyia darlingi Evenhuis, 2016
- Strongylophthalmyia dichroa Galinskaya et Shatalkin, 2016
- Strongylophthalmyia dorsocentralis Papp, 2006
- Strongylophthalmyia elegantissima Frey, 1956
- Strongylophthalmyia fasciolata Meijere, 1919
- Strongylophthalmyia fascipennis Frey, 1928
- Strongylophthalmyia fascipes (Walker, 1860)
- Strongylophthalmyia federeri Evenhuis, 2016
- Strongylophthalmyia freidbergi Shatalkin, 1996
- Strongylophthalmyia freyi Shatalkin, 1996
- Strongylophthalmyia gavryushini Galinskaya et Shatalkin, 2016
- Strongylophthalmyia gibbifera Shatalkin, 1993
- Strongylophthalmyia gigantica Iwasa et Evenhuis, 2014
- Strongylophthalmyia hauseri Evenhuis, 2016
- Strongylophthalmyia humeralis Frey, 1956
- Strongylophthalmyia immaculata Henning, 1940
- Strongylophthalmyia indica Shatalkin, 1996
- Strongylophthalmyia indochinensis Evenhuis, 2016
- Strongylophthalmyia inundans Evenhuis, 2016
- Strongylophthalmyia japonica Iwasa, 1992
- Strongylophthalmyia laosensis Evenhuis, 2016
- Strongylophthalmyia lowi Evenhuis, 2016
- Strongylophthalmyia lutea (Meijere, 1914)
- Strongylophthalmyia macrocera Papp, 2006
- Strongylophthalmyia maculipennis Hendel, 1913
- Strongylophthalmyia malayensis Evenhuis, 2016
- Strongylophthalmyia metatarsata Meijere, 1919
- Strongylophthalmyia microstyla Shatalkin, 1996
- Strongylophthalmyia nigricoxa (Meijere, 1914)
- Strongylophthalmyia nigripalpis Evenhuis, 2016
- Strongylophthalmyia nigriventris Frey, 1928
- Strongylophthalmyia obtecta Galinskaya et Shatalkin, 2016
- Strongylophthalmyia orchidanthae Galinskaya et Shatalkin, 2016
- Strongylophthalmyia oxybeles Evenhuis, 2016
- Strongylophthalmyia pappi Evenhuis, 2016
- Strongylophthalmyia palpalis Papp, 2006
- Strongylophthalmyia papuana Iwasa et Evenhuis, 2014
- Strongylophthalmyia paula Shatalkin, 1993
- Strongylophthalmyia pectinigera Shatalkin, 1996
- Strongylophthalmyia pengellyi Barber, 2006
- Strongylophthalmyia phillindablank Evenhuis, 2016
- Strongylophthalmyia pictipes Frey, 1935
- Strongylophthalmyia polita Meijere, 1914
- Strongylophthalmyia punctata Hennig, 1940
- Strongylophthalmyia puncticollis Frey, 1928
- Strongylophthalmyia punctum Frey, 1956
- Strongylophthalmyia raricornis Shatalkin, 1981
- Strongylophthalmyia rubella Iwasa et Evenhuis, 2014
- Strongylophthalmyia sedlackei Iwasa et Evenhuis, 2014
- Strongylophthalmyia shatalkini Iwasa et Evenhuis, 2014
- Strongylophthalmyia sichuanica Evenhuis, 2016
- Strongylophthalmyia spinipalpa Shatalkin, 1996
- Strongylophthalmyia spinosa Frey, 1956
- Strongylophthalmyia splendida Yang & Wang, 1998
- Strongylophthalmyia stackelbergi Krivosheina, 1981
- Strongylophthalmyia stricta Galinskaya et Shatalkin, 2016
- Strongylophthalmyia stylocera Shatalkin, 1996
- Strongylophthalmyia sumatrana Evenhuis, 2016
- Strongylophthalmyia thaii Papp, 2006
- Strongylophthalmyia thailandica Evenhuis, 2016
- Strongylophthalmyia tomentosa Galinskaya et Shatalkin, 2016
- Strongylophthalmyia trifasciata Hennig, 1940
- Strongylophthalmyia tripunctata (Meijere, 1914)
- Strongylophthalmyia ustulata (Zetterstedt, 1847)
- Strongylophthalmyia verrucifera Shatalkin, 1996
- Strongylophthalmyia yaoshana Yang & Wang, 1998